# John Cyrus Rao
John Cyrus Rao (* 1951) ist außerordentlicher Professor für Geschichte an der St. John’s University, Direktor des Roman Forum/Dietrich von Hildebrand Institute und ehemaliger Präsident von Una Voce America. 

## Leben
Er erwarb 1973 mit der Bachelorarbeit Portugal, Austria, and the Catholic corporate state den B.A. an der Drew University. 1977 erhielt Rao seinen DPhil in der modernen europäischen Geschichte von der Universität Oxford mit der Dissertation La civiltà cattolica as a background for understanding Quanta cura and the Syllabus of errors (1850–1865). Seit mehr als 20 Jahren leitet Rao das jährliche Symposium des Forum Romanum am Gardasee, das renommierte Wissenschaftler aus den Vereinigten Staaten und Europa anzieht. 
Als häufig Mitwirkender an The Remnant, einem traditionellen katholischen zweiwöchentlichen Magazin, ist Rao dafür bekannt, dass er seine Kolumnen für mehrere Monate im Jahr aus Rocco's Cafe, einer italienischen Konditorei in Greenwich Village, schreibt. Als traditionalistischer Katholik ist er ein starker Kritiker des Neokonservatismus sowohl in der Politik als auch in der Kirche.

## Schriften (Auswahl)
- Black legends and the light of the world. The war of words with the incarnate word. Remnant Press, Forest Lake 2011, ISBN 1890740179.
- Removing the blindfold. Nineteenth-century Catholics and the myth of modern freedom. Angelus Press, Kansas City 2014, ISBN 1937843289.
- Luther and his progeny. 500 years of protestantism and its consequences for church, state, and society. Angelico Press, Kettering 2017, ISBN 1621382540.